# Дибромдифторметан
Дибромдифтормета́н — химическое соединение из группы галогенированных углеводородов, полностью замещённый галогеналкан, производное метана, имеет формулу CBr2F2. При нормальных условиях — летучая бесцветная жидкость.

## Производство и представительство
Дибромдифторметан может быть получен путем паровой фазы бромированием из дифторметана.
Это также происходит при фторировании тетрабромметана.
Дибромдифторметан может быть получен с выходом 83% в качестве единственного продукта путем фторирования тетрабромметана пентафторидом иода, в качестве основного продукта (относительный выход 76%) путем фторирования фторидом брома(III) и в качестве побочного продукта (относительный выход 16%) путем фторирования тетраиодометана с пентафторидом иода. Фторирование тетрабромметана фторидом титана(IV) образует дибромдифторметан с низким выходом в виде смеси с бромтрифторметаном. Кроме того, дибромдифторметан образуется с высоким выходом (81%) при нагревании бромдифторацетата серебра с бромом.
{\displaystyle {\ce {CBr_4 + IF_5 -> CBr_2F_2 + CBr_3F + CF_4}}}
{\displaystyle {\ce {CBrF_2CO_2Ag + Br_2 -> CBr_2F_2 + CO_2 + AgBr}}}

## Свойства
Дибромдифторметан — очень летучая, бесцветная жидкость, практически нерастворимая в воде. Он разлагается при нагревании.

## Использование
Дибромдифторметан используется в качестве огнетушащего вещества (например, в военных самолетах) и в качестве промежуточного продукта при производстве красителей, фармацевтических препаратов и соединений четвертичного аммония. Соединение в настоящее время не охвачено Монреальским протоколом по веществам, разрушающим озоновый слой, но источники соединения, обнаруженного в окружающей среде, все чаще исследуются как часть этого.